# 北木島

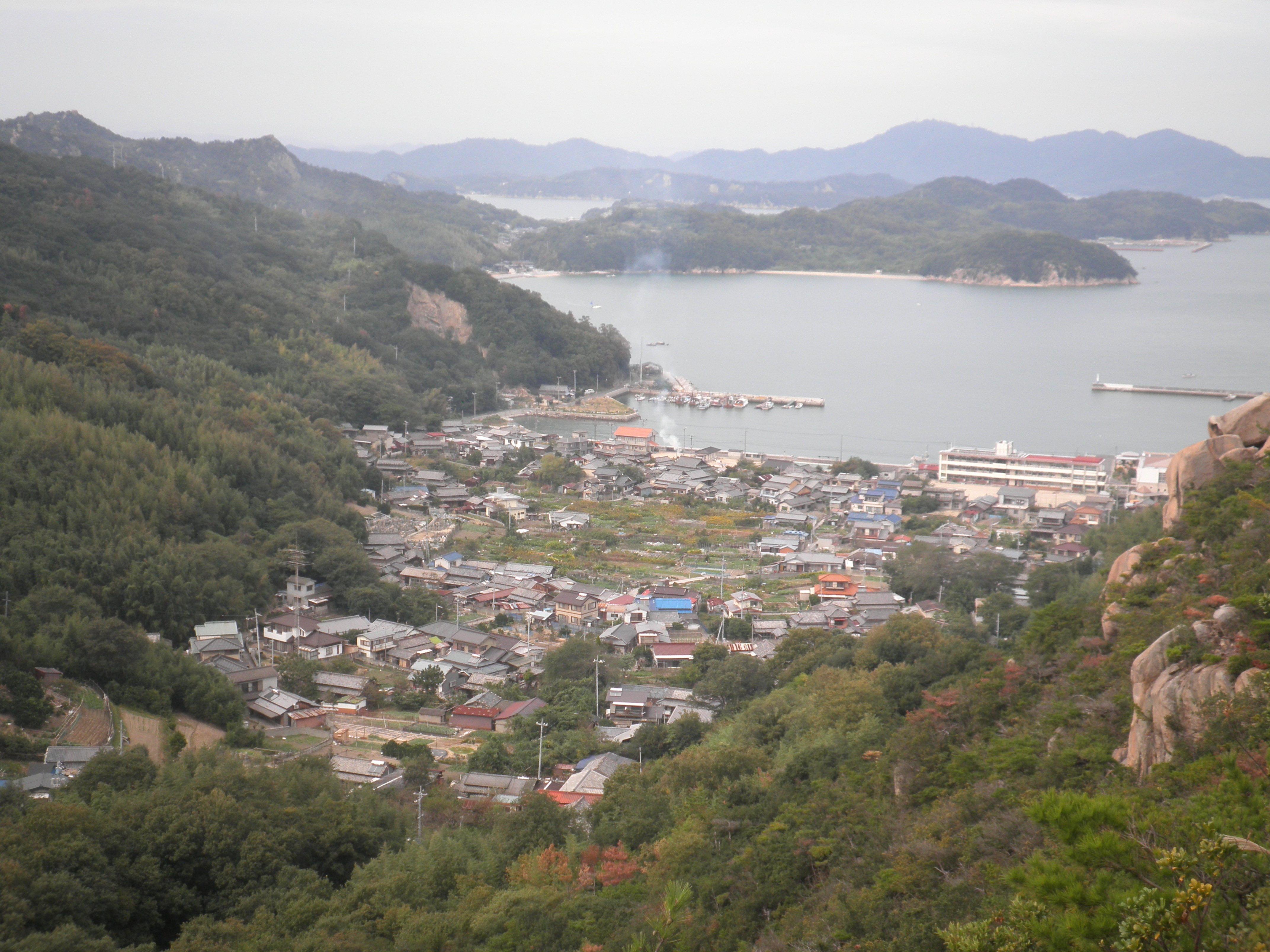
北木島の金風呂集落

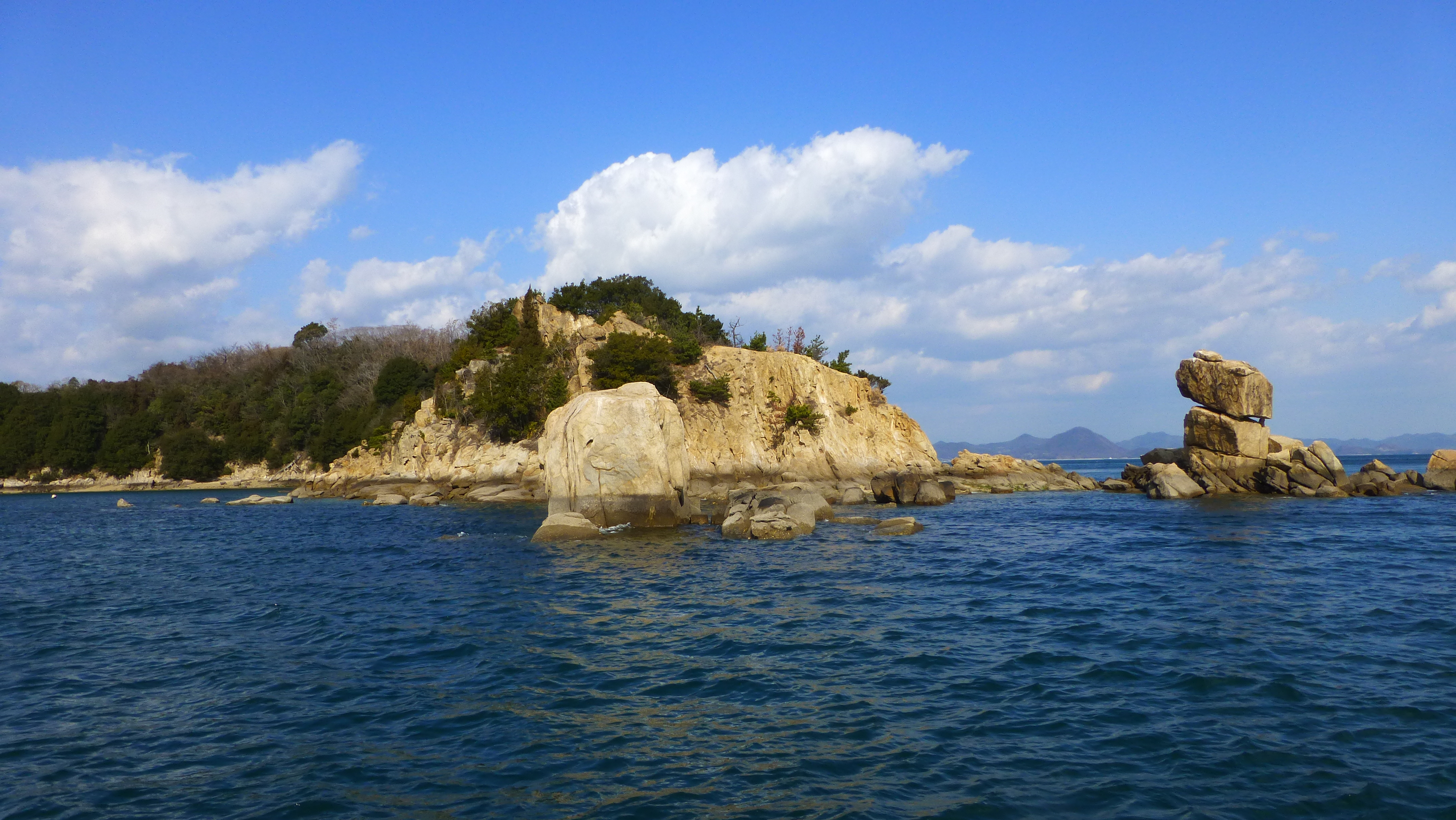
楠海岸にあるねこ岩と重ね岩

北木島（きたぎしま）は瀬戸内海にある笠岡諸島の有人島。岡山県笠岡市に属す。笠岡港から南に約15kmの地点にある。

## 地勢
- 面積：7.50 km2[1]
- 人口：625人（2022年10月1日時点）[1]
- 高齢化率：68.1%[1]

2019年に日本遺産に認定された笠岡諸島では最大の島である。ただし、日本国内の有人島としては小さい部類に入る。島の北側に金風呂（かなふろ）と豊浦、東側に大浦の港があり、港の周辺には集落が形成されている。
島の岩盤は中生代白亜紀の花崗岩からなり、島から産出する石材は北木石のブランド名で流通している。丁場と呼ぶ石切り場は良質の石を求めて地下深く掘られており、採掘をやめた丁場には水が溜まって写真（本頁下のギャラリー）のような丁場湖の景観を見せる。

## 歴史
海の見える小高い丘の上に古墳が3基現存しているので、古墳時代から人が住んでいたと思われる。享徳2年（1453年）に書かれた、真鍋氏系図（南東にある真鍋島に由来する豪族の系図）には「柴ノ島」とあるが、戦国末期と推定される書状には「北木」と書かれており、真鍋氏の一族が住んでいた。江戸時代は1619年から備後福山水野氏の領地となったが、1698年以降は幕府領となった。江戸時代1834年の天保郷帳では北木島の取れ高は約224石とされている。しかし江戸時代の検地帳では島の田畑のランクは低く、島の経済は漁業に依存していた。

### 石材の島としての北木島
北木島を含む瀬戸内海の島々は良質の花崗岩を産出している。江戸幕府が豊臣氏を滅ぼした後に建造した、大阪城の石垣の巨石も小豆島などから切り出した花崗岩が使われている。この大阪城の建造に際し北木島からも石垣に用いられる石材を搬出したとされる。江戸時代末期の1863年には、京都を異国の侵略から守るために建造された「西宮お台場砲台」の石材を供出。1879年には横浜正金銀行の石材を受注、1896年には北木島の石材を使用した日本銀行本店が竣工し、建築用石材としての北木石の名が広まる。1932年には靖国神社の大鳥居と大石灯籠の石材を積み出した。第二次世界大戦をはさむしばらくの期間、石材産業は一次衰退したが、戦後の復興・経済成長期には再度著しく発展した。最盛期の1957年には花崗岩を採掘する丁場の数が127箇所あった。
その後、中国からの安価な輸入石材に押されて石材の産出量は減少し、最盛期に127あった採石業者は2024年時点で丁場は2社に減っている。
島の北木中学校に「北木石記念室」が設置されており、花崗岩の石材の見本や、かつての丁場（石切り場）で使用された機械・道具類が収蔵・展示されている。そのうち明治から昭和後期まで使われた道具類が2014年（平成26年）に登録有形民俗文化財に登録された。2015年（平成27年）度に「北木島採石場及び採石跡地の景観と石切り文化　生活道路から見えた丁場跡」は、優れた素材・技術を活かした高い品質を持つ「かさおかブランド」として笠岡市より認定された。2017年4月に民間会社の採石場に、削岩などの作業風景や約70メートル下の谷底を見下ろせる展望台が設置された。

### 産業
北木石
島では北木石とよばれる極めて良質の花崗岩が産出し、その石を利用し大坂城や福山城の石垣や明治神宮神宮橋、靖国神社の大鳥居などが造営されたほどの名石である。現在は採石や「灰干し」という火山岩を砕いてパウダー状にし、その中で魚を乾燥させる干物の製法が盛んである。
喜多嬉かき
北木島の牡蠣は、「喜び多く、嬉しいかき」と表現し、「喜多嬉かき」と名付けられた。「出世魚」のように、「出世がき」とも言えるかもしれない。実際、「喜多嬉かき」はその成長に応じて名前が変わる。その旬は11月から3月にかけてで、さまざまな祝い事と重なる時期でもある。

### 県道
- 岡山県道295号北木島線

北木島の北 - 東岸に沿って通っている。島内一周道路にはなっていない。

## 教育
- 笠岡市立北木小学校（北木島町7886-13）
- 笠岡市立北木中学校（北木島13198-1） - 2020年4月より休校中。

## 観光

### 名所・旧跡
笠岡観光協会の旅行パンフレット「またたび笠岡」に見どころが紹介されている。
- 石切りの渓谷展望台 - 年末年始を除く毎日12から13時の時間帯のみ展望台の見学（有料）ができるようになった。
- 流し雛 - 旧暦3月3日に大浦の海岸で、紙雛を乗せた小舟を海に流す伝統行事。笠岡市指定重要無形民俗文化財[19]。
- 北木石記念室 - 北木中学校の一室にある。歴史を紹介しており、採石道具やパネルなどを展示している[20]。

日本遺産
日本遺産「日本の礎を築いた せとうち備讃諸島」（構成市町村は笠岡市，丸亀市，小豆島町，土庄町）には北木島に関する構成文化財が登録されている。
- 北木石の丁場

北木島の小金風呂にある花崗岩の採石場は、明治25年（1892年）に開かれ、最盛期の昭和32年には127ヶ所の丁場が稼働していた。現在も採石が続いている。ここで切り出された「北木石」は、東京駅丸ノ内本屋などの重要文化財にも使われている。良質な石を求めて地下深くまで掘り進めた結果、空に向かってそびえ立つ岩壁ができた。展望台からは、その壮大な景色を一望できる。
- 北木島の丁場湖北木島の丁場湖

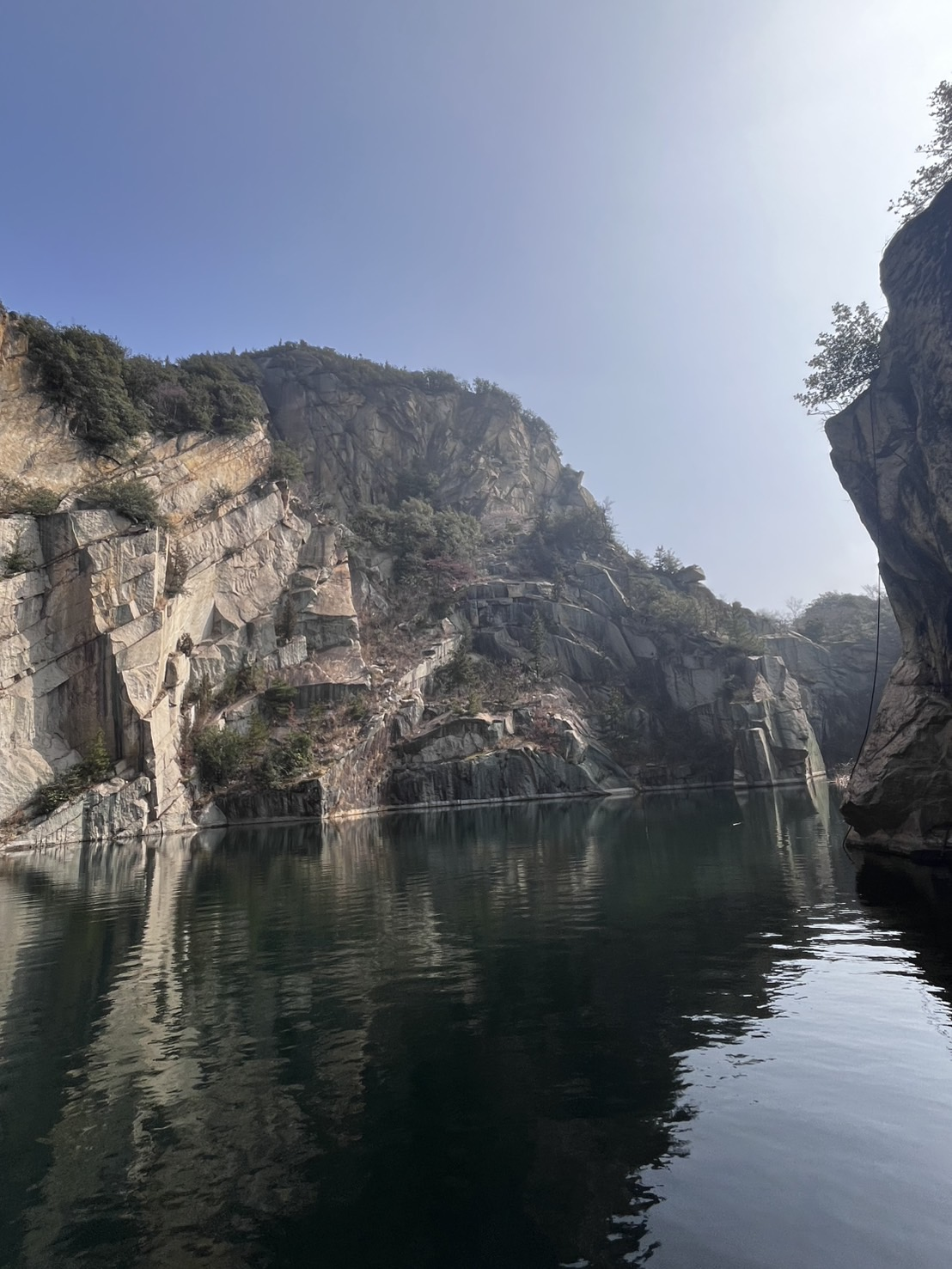
北木島の丁場湖

千ノ浜地区では、かつて採石が行われていた丁場が操業を停止し、そこに溜まった雨水が湖のような美しい景観を作り出した。この場所は、採石の歴史を伝える貴重な産業遺産でありながら、山水画のような景色も楽しめる。また、採石に使われていた道具を保管する「ふいご小屋」も残っていて、近代の石材産業の姿をしのばせる。
- 北木石の石工用具

北木島では、明治時代に手作業で採石をしていた頃から、戦後に機械化が進んだ時代までの間に、採石・加工・鍛冶・運搬などで使われていた石工道具が199点収集されている。これらは北木中学校の北木石記念室に展示されている。
- 千ノ浜の護岸景観千ノ浜の護岸景観

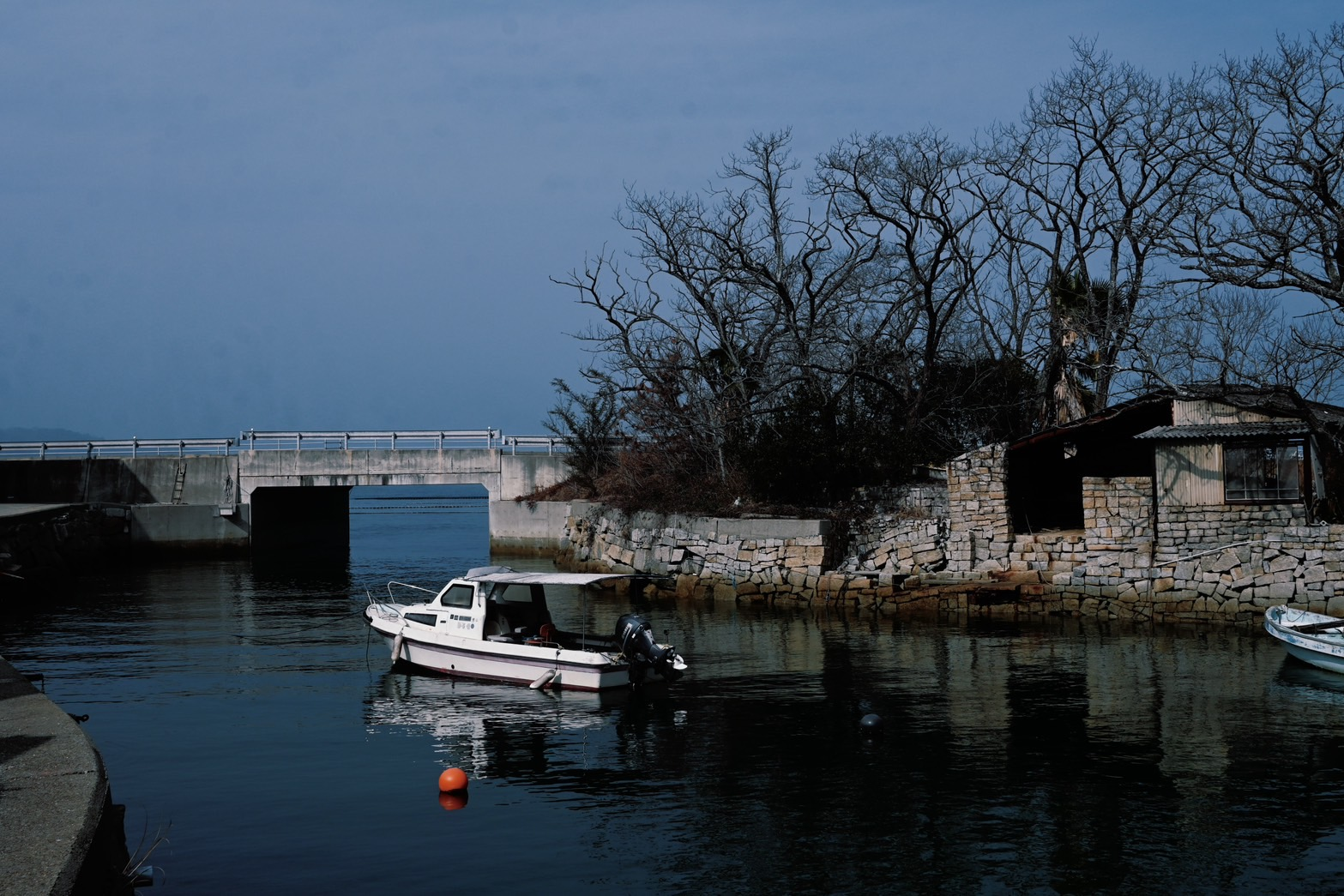
千ノ浜の護岸景観

千ノ浜の海岸は、採石作業で出た廃土石によって埋め立てられ、その後、小規模な石の積み出し港としても活用された。採石から出た端材を使って護岸が築かれ、矢穴が残る大小の石を巧みに組み合わせた光景は、まさにその地域ならではの特徴。
- 北木石石切唄

北木島で受け継がれている作業歌は、昔、石を手作業で切り出していた時代に石工たちが山から石を切り、割る際に歌われていたもの。この歌は、現在も伝統文化として保存会によって継承されている。
- 光劇場 光劇場

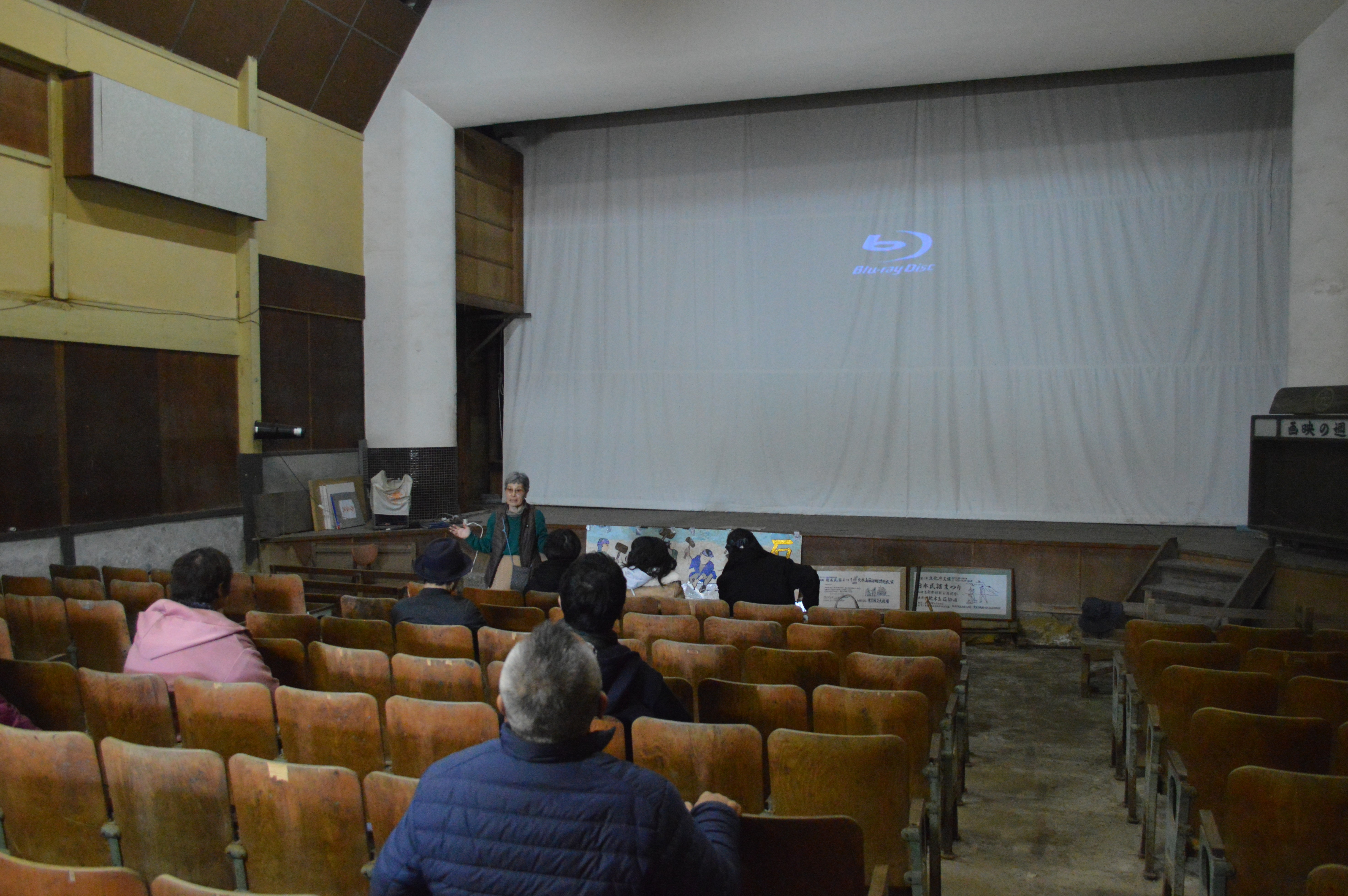
光劇場

北木島が石材業で栄えていた時期に存在した旧映画館。1940年代の終わりから1967年頃まで営業しており、石工たちの娯楽となっていた。その当時の設備や映写機がそのまま保存され、光劇場友の会によって見学施設となり、北木島の石文化に関する映像上映などに活用されている。

### 丁場湖
北木島では、地表近い花崗岩は水分の影響を受け岩石中の鉄分が酸化して赤みがかった錆石となっている。錆石の下には酸化されていない新鮮な花崗岩が地下深くまで続いている。北木島の丁場では良質な白い花崗岩を求めて地下深くまで採掘を行い、多くの丁場で海面比マイナス数十メートルまで掘り進んだ。採掘を終えた丁場では、垂直に彫られた深い穴に水を湛えた池（採石跡湖）が残されている。

## ギャラリー（丁場湖）

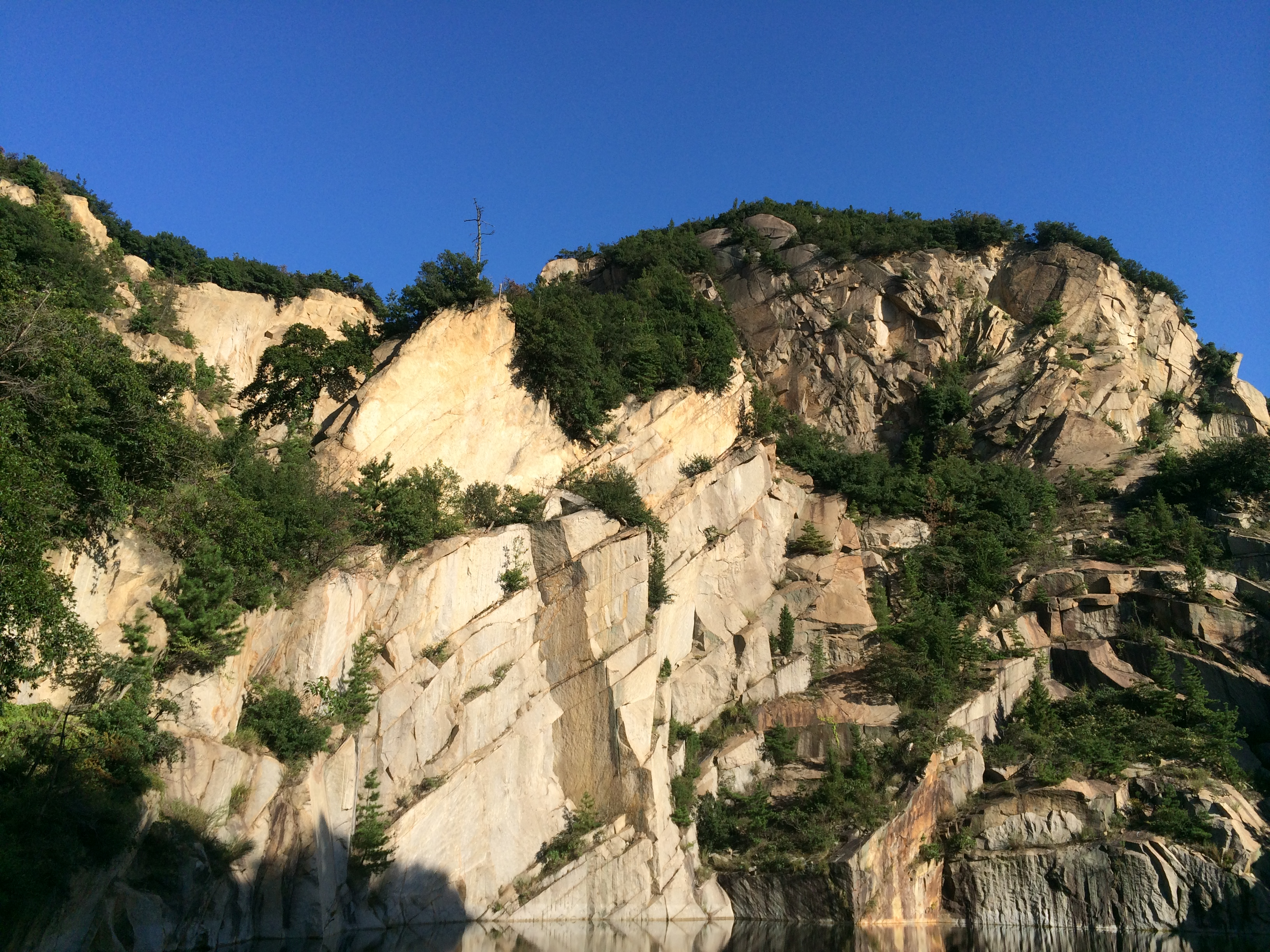
丁場湖(北緯34度23分26秒 東経133度31分55秒 / 北緯34.390598度 東経133.531981度)。
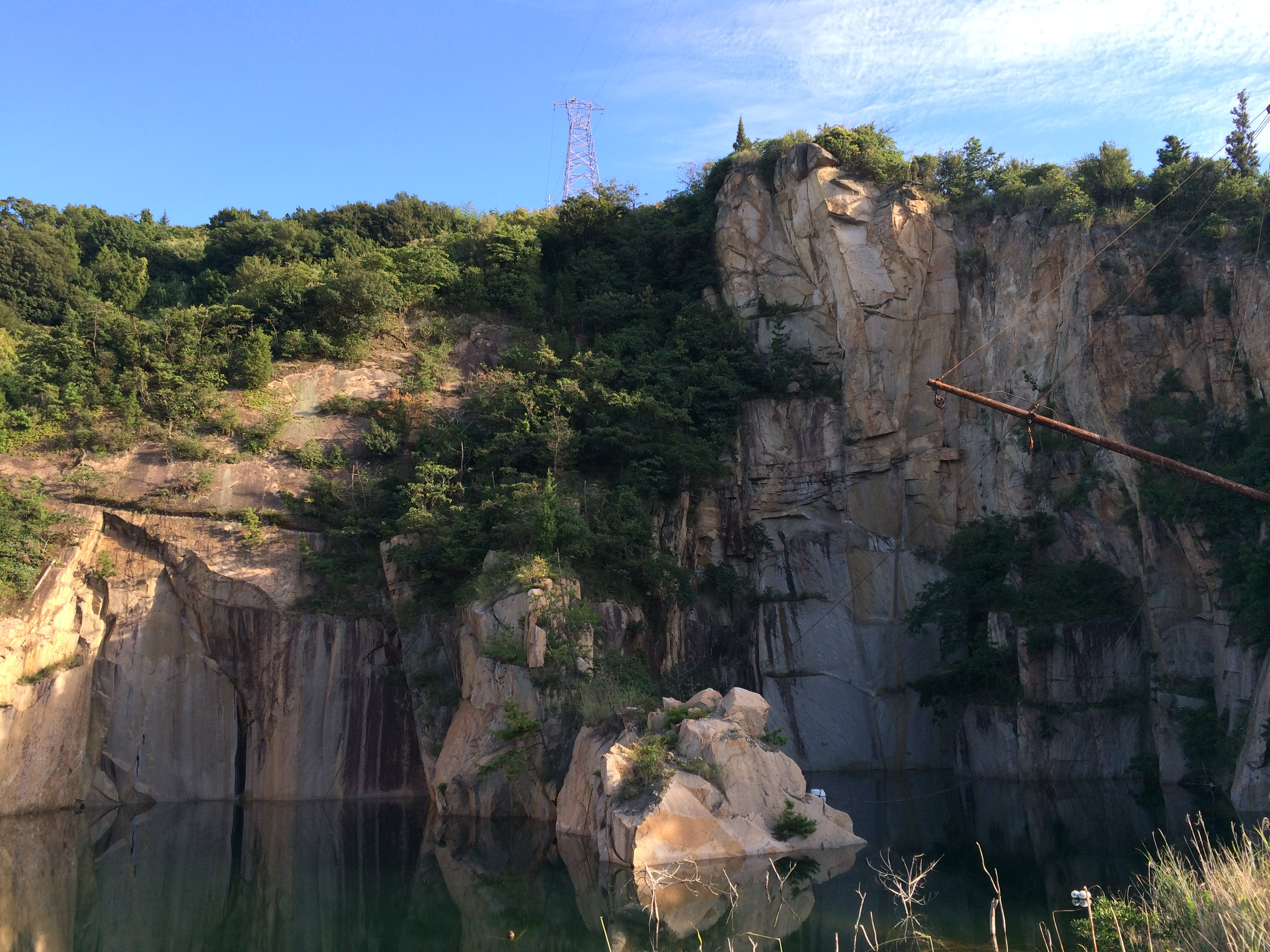
丁場湖(北緯34度23分27秒 東経133度31分17秒 / 北緯34.390722度 東経133.521401度)。
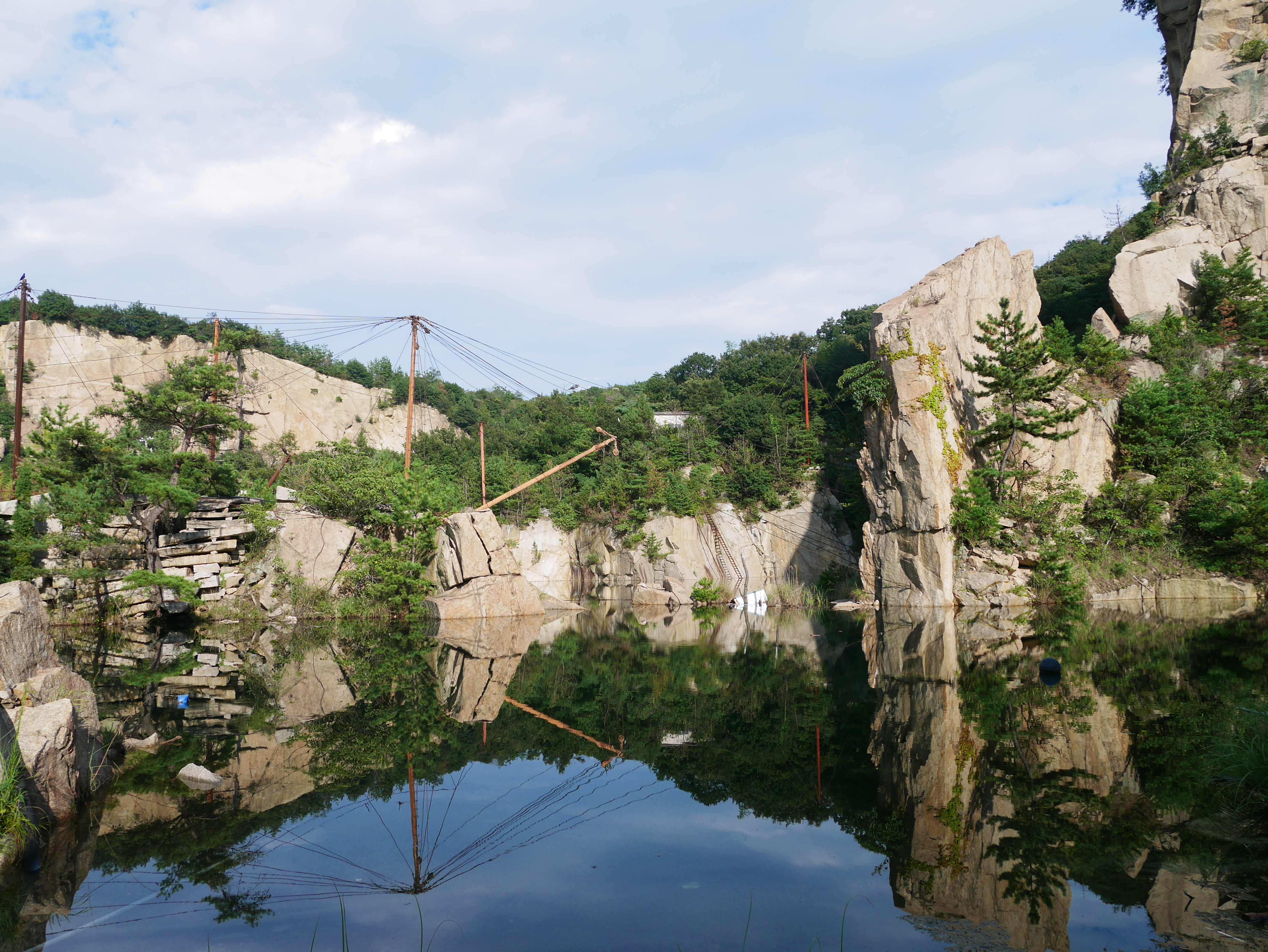
丁場湖(北緯34度23分29秒 東経133度31分58秒 / 北緯34.391355度 東経133.532731度)。
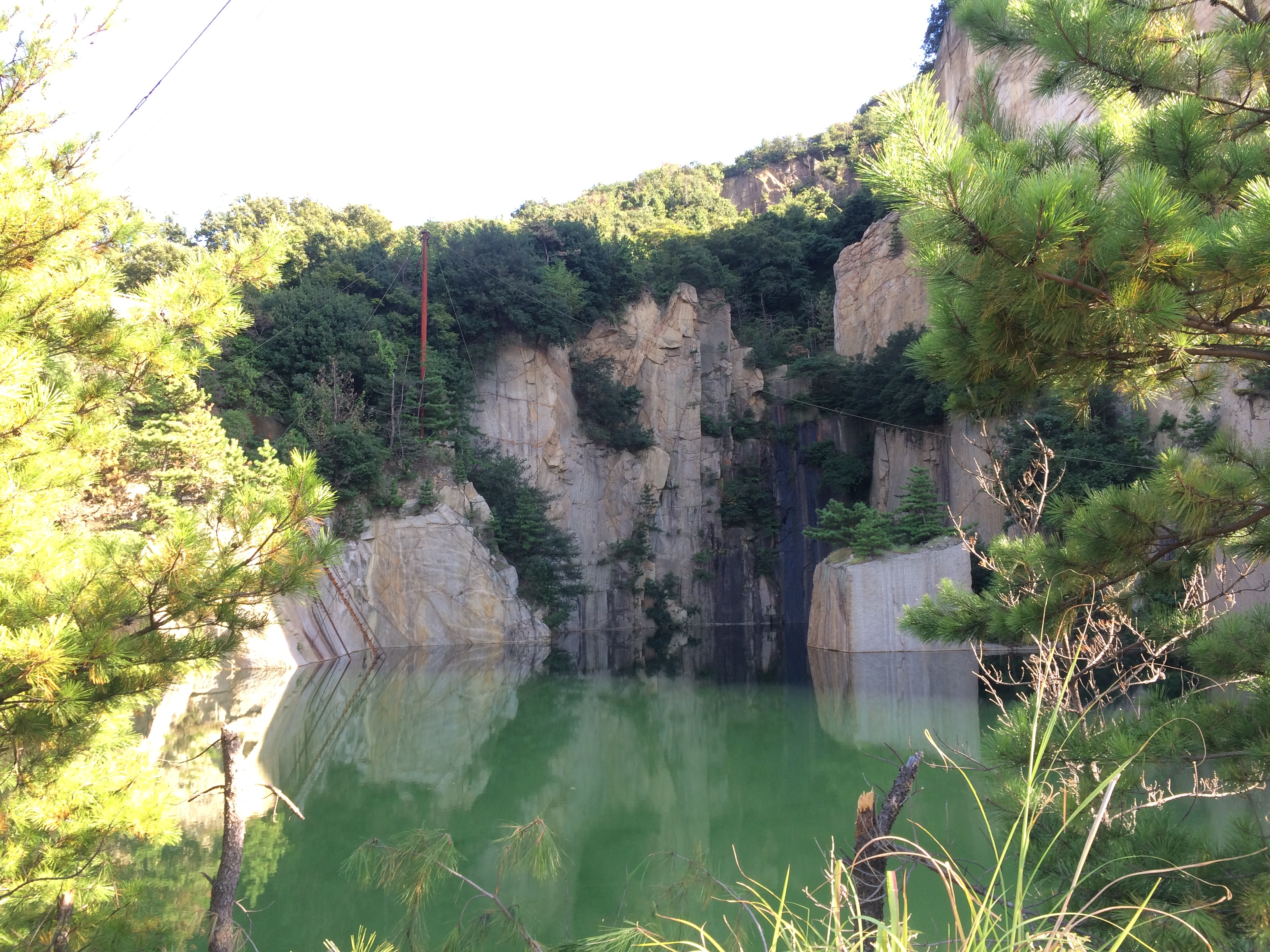
丁場湖(北緯34度23分29秒 東経133度32分00秒 / 北緯34.391363度 東経133.533310度)。
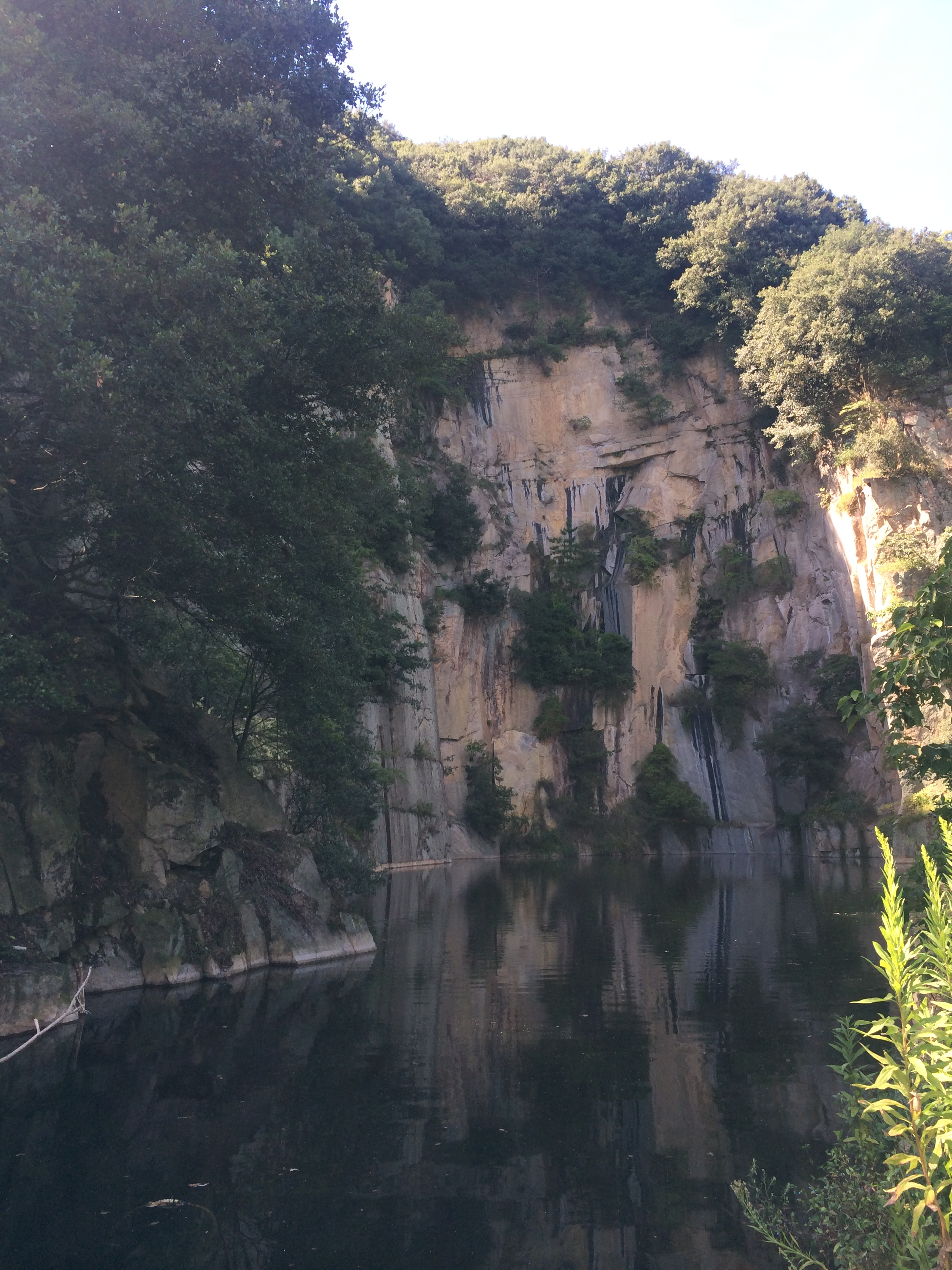
丁場湖(北緯34度23分10秒 東経133度32分53秒 / 北緯34.386102度 東経133.547982度)。
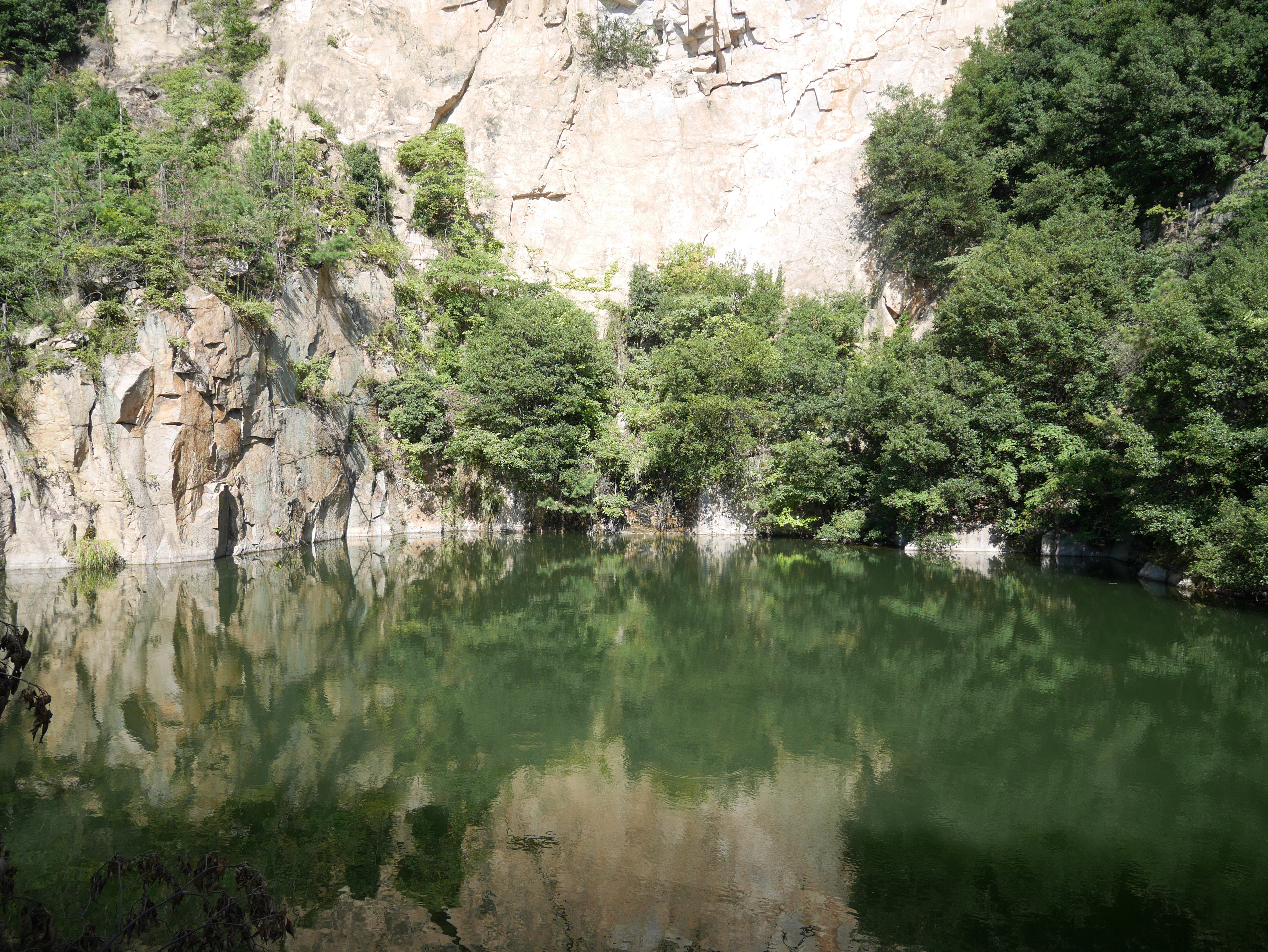
丁場湖(北緯34度23分48秒 東経133度32分16秒 / 北緯34.396640度 東経133.537784度)。

## アクセス
- 笠岡住吉港 - 大浦港（旅客船）　所要約55分。三洋汽船による運航。なお、各島経由の数便と高速船全便は楠港には寄港しない。高速船の所要は約35分。
- 笠岡伏越港 - 豊浦港および金風呂港（フェリー）　所要約50分から60分。瀬戸内クルージング金風呂丸、有限会社大福丸
  - 「住吉港」（旅客のみ）と「伏越港」（車両も可）の二つの港から乗船できる。笠岡駅-「住吉港」徒歩5分、「伏越港」徒歩約10分

## 映画
- ドキュメンタリー映画『鳶（とび）と烏（からす）』旧映画館「光劇場」で2023年8月13日で上映[24]
- ファンタジー映画『しまねこ』北木島オールロケ[25]
- 劇場版映画トリリオンゲームのロケ地となる[26]。

## 著名な出身者
- 畑中平之丞 - 石材商。北木石の基礎を作った。
- 大悟（千鳥）[27]